# Beata Chmielowska
Beata Aliye Chmielowska primo voto Olech (ur. 14 lipca 1975) – polska dziennikarka i prezenterka telewizyjna.

## Życiorys
Studiowała na Wydziale Dziennikarstwa i Nauk Politycznych na Uniwersytecie Warszawskim.
Pracę w Telewizji Polskiej rozpoczęła w 1998 w młodzieżowym wydaniu programu – Teleexpress Junior, i w serwisie informacyjnym Teleexpress w TVP1, który prowadziła do 11 grudnia 2023, przepracowała 25 lat. Od października 2005 do stycznia 2006 była gospodynią wtorkowego wydania programu Popołudnie z Jedynką. W latach 2010–2011 gospodyni (wraz z Pawłem Pochwałą) śniadaniowego magazynu Jedynki Kawa czy herbata?. Od 1 września do grudnia 2013 była gospodynią Poranka w TVP Info. W grudniu 2024 roku oficjalnie zakończyła współpracę z Telewizją Polską.
Dwukrotnie nominowana do Telekamer (2020, 2023).
W 2020 była uczestniczką programu muzycznego Star Voice. Gwiazdy mają głos.
Od 2020 prowadziła cykl Senior Express w programie Bądźmy Razem Studio Lato na antenie TVP1 (później TVP2).
W styczniu 2025 została jedną z prowadzących program śniadaniowy Na dzień dobry, nadawany w internetowej stacji Silver TV. Prowadzi tam też cotygodniowy magazyn informacyjno-rozrywkowy o nazwie Przystanek.

## Życie prywatne
Jej prapradziadek Antoni Łepkowski osiedlił się na stałe w stolicy Imperium Osmańskiego Stambule. Towarzyszył tam Adamowi Mickiewiczowi podczas jego pobytu w Stambule. Był też obecny przy śmierci poety. Jej matka dr hab. Danuta Chmielowska jest turkologiem.
Ze związku małżeńskiego z Damianem Olechem ma dwoje dzieci: syna Brunona (ur. 2006) i córkę Liwię (ur. 2008). Po rozwodzie odrzuciła nazwisko męża.
W 2021 odznaczona Złotym Krzyżem Zasługi.

## Wybrana filmografia
- 2000: Sen o kanapce z żółtym serem (reż. Daniel Kozakiewicz)
- 2004: Bulionerzy (reż. Andrzej Kostenko)